# Andrea Bocelli
Andrea Bocelli (Lajatico, Toscane, 22 september 1958) is een Italiaanse tenor, die zowel klassieke als populaire muziek zingt. Tevens zingt hij in enkele opera's en is hij een muziekproducent.

## Levensloop
Andrea Bocelli leed vanaf zijn geboorte aan de oogziekte glaucoom. Op twaalfjarige leeftijd werd hij na een ongeluk met een voetbal geheel blind, tot dat moment kon hij nog een beetje met zijn rechteroog zien.
Bocelli werd ontdekt door Zucchero toen deze een tenor zocht voor de demo van Miserere. Uiteindelijk nam Zucchero dit nummer op met Luciano Pavarotti, maar Andrea Bocelli begeleidde Zucchero op zijn internationale concerttour.
Bocelli werd in Italië algemeen bekend na zijn overwinning op het Festival van San Remo in 1994 met Il mare calmo della sera. Het jaar daarop deed hij nog eens mee aan het festival met Con te partirò. Dit nummer nam hij in 1996 opnieuw op, samen met Sarah Brightman onder de titel Time to say goodbye en haalde er een internationale hit mee. In 1994 had hij ook veel succes met het lied Vivere dat hij met de Italiaanse zangeres Gerardina Trovato uitbracht. Later vertolkte hij het ook met Laura Pausini.
In 1998 trad Andrea Bocelli op in het Kennedy Center in Washington D.C. en werd hij ontvangen door de Amerikaanse president Bill Clinton in het Witte Huis. In hetzelfde jaar toerde hij door Amerika en won hij twee World Music Awards, wat hij in 2002 herhaalde. In de jaren daartussen werd hij meerdere malen genomineerd voor een Grammy Award, maar deze heeft hij nog niet gewonnen. Wel kreeg hij verscheidene andere internationale prijzen toegekend.
Tijdens de sluitingsceremonie van de Olympische Spelen in Turijn in 2006 heeft Bocelli het nummer Because we believe gezongen. Voor de Nederlandse versie van zijn cd Amore heeft hij het nummer opgenomen met Marco Borsato.
In 2005 heeft Andrea Bocelli het project Teatro del Silenzio geopend, een openluchttheater nabij het plaatsje Lajatico in Toscane. Slechts een keer per jaar wordt, in de maand juli, dit theater opengesteld voor publiek. In de zomer van 2007 heeft Bocelli zijn grote nummers hier tijdens een concert ten gehore gebracht. Tijdens deze avond vond de registratie plaats voor de dvd Vivere, Live in Tuscany. In de zomer van 2013 heeft de achtste editie van het project "Theatro del Silenzio" plaatsgevonden.
Op 30 april 2000 overleed de vader van Andrea, Alessandro Bocelli. Andrea en zijn broer Alberto erfden hierdoor de wijngaarden die al sinds 1881 in het bezit van de familie zijn. Andrea en Alberto ontpopten zich tot zeer goede wijnboeren en kregen lovende kritieken in onafhankelijke smaaktesten voor hun wijnen en Prosecco.
Tijdens de coronacrisis met Pasen 2020 verzorgde Andrea Bocelli vanuit een lege Dom van Milaan een recital dat op YouTube binnen vier dagen 36 miljoen keer werd bekeken. Half november 2020 zong Bocelli de single Amazing Grace als duet met Alison Krauss.

## Privé
Op 27 juni 1992 trouwde Bocelli met zijn toenmalige liefde Enrica Cenzatti. Zij kenden elkaar uit de tijd dat hij een nog onbekende zanger was. Ze kregen samen twee zonen, manager en pianist Amos Bocelli, en model en zanger Matteo Bocelli. In 2002 scheidde het paar. In dat jaar ontmoette Bocelli de 25 jaar jongere Veronica Berti op een feest. Kort daarna ging Berti als manager voor Bocelli werken, waaruit een stevige vriendschap ontstond. Zij gingen samenwonen. Enkele keren zongen zij tijdens optredens een duet. Op 21 maart 2014 zijn Andrea en Veronica getrouwd. Hun dochter, Virginia, werd op hun trouwdag twee jaar. Toen Virginia acht jaar was zong zij op haar beurt een duet met haar vader: Leonard Cohen's "Hallelujah". Samen met haar vader en broer Matteo nam Virginia in 2020 het album "A Family Christmas" op.

## Discografie

### Albums
| Album met eventuele hitnotering(en) in de Nederlandse Album Top 100 | Datum van verschijnen | Datum van binnenkomst | Hoogste positie | Aantal weken | Opmerkingen                           |
| ------------------------------------------------------------------- | --------------------- | --------------------- | --------------- | ------------ | ------------------------------------- |
| Il mare calmo della sera                                            | 18-04-1994            | 25-06-1994            | 19              | 66           |                                       |
| Bocelli                                                             | 13-11-1995            | 09-03-1996            | 1(2wk)          | 72           |                                       |
| Viaggio Italiano                                                    | 12-1995               | 09-11-1996            | 8               | 19           | met Moscow Radio Orchestra            |
| Romanza                                                             | 01-1997               | 25-01-1997            | 1(1wk)          | 172          | Verzamelalbum                         |
| Aria - The opera album                                              | 24-03-1998            | 04-04-1998            | 9               | 15           |                                       |
| Sogno                                                               | 19-03-1999            | 03-04-1999            | 1(4wk)          | 91           | Bestverkochte album van 1999          |
| Sacred arias                                                        | 20-11-1999            | 25-12-1999            | 1(2wk)          | 40           |                                       |
| Verdi                                                               | 2000                  | 23-09-2000            | 8               | 29           | met Israëlisch Philharmonisch Orkest  |
| Cieli di Toscana                                                    | 20-10-2001            | 27-10-2001            | 1(3wk)          | 43           |                                       |
| Sentimento                                                          | 05-11-2002            | 16-11-2002            | 4               | 25           |                                       |
| Andrea                                                              | 31-10-2004            | 06-11-2004            | 1(1wk)          | 33           |                                       |
| Amore                                                               | 24-02-2006            | 04-03-2006            | 1(2wk)          | 53           |                                       |
| Vivere - The best of                                                | 19-10-2007            | 27-10-2007            | 3               | 62           | Verzamelalbum                         |
| Incanto                                                             | 24-10-2008            | 01-11-2008            | 15              | 15           |                                       |
| My Christmas                                                        | 20-11-2009            | 28-11-2009            | 6               | 6            |                                       |
| Concerto - One night in Central Park                                | 11-11-2011            | 26-11-2011            | 30              | 9            | Livealbum                             |
| Passione                                                            | 2013                  | 26-01-2013            | 5               | 17           |                                       |
| Love in Portofino                                                   | 2013                  | 02-11-2013            | 36              | 3            |                                       |
| Opera - The ultimate collection                                     | 2014                  | 25-10-2014            | 28              | 5            | Verzamelalbum                         |
| Cinema                                                              | 2015                  | 31-10-2015            | 17              | 9            |                                       |
| Sì                                                                  | 2018                  | 03-11-2018            | 7               | 10           |                                       |
| Believe                                                             | 2020                  |                       |                 |              |                                       |
| A Family Christmas                                                  | 2022                  |                       |                 |              | met Matteo Bocelli & Virginia Bocelli |

| Album met hitnotering(en) in de Vlaamse Ultratop 200 albums | Datum van verschijnen | Datum van binnenkomst | Hoogste positie | Aantal weken | Opmerkingen                          |
| ----------------------------------------------------------- | --------------------- | --------------------- | --------------- | ------------ | ------------------------------------ |
| Bocelli                                                     | 1995                  | 02-12-1995            | 1(15wk)         | 66           |                                      |
| Il mare calmo della sera                                    | 1994                  | 09-12-1995            | 2               | 38           |                                      |
| Viaggio Italiano                                            | 1995                  | 16-11-1996            | 3               | 16           | met Moscow Radio Orchestra           |
| Romanza                                                     | 1997                  | 01-02-1997            | 2               | 32           | Verzamelalbum                        |
| Aria - The opera album                                      | 1998                  | 04-04-1998            | 5               | 14           |                                      |
| Sogno                                                       | 1999                  | 03-04-1999            | 4               | 18           |                                      |
| Sacred arias                                                | 1999                  | 27-11-1999            | 9               | 16           |                                      |
| Verdi                                                       | 2000                  | 07-10-2000            | 34              | 8            | met Israëlisch Philharmonisch Orkest |
| Cieli di Toscana                                            | 2001                  | 27-10-2001            | 12              | 14           |                                      |
| Sentimento                                                  | 2002                  | 23-11-2002            | 30              | 6            |                                      |
| Andrea                                                      | 2004                  | 13-11-2004            | 27              | 16           |                                      |
| Amore                                                       | 2006                  | 04-03-2006            | 2               | 34           |                                      |
| Vivere - The best of                                        | 2007                  | 03-11-2007            | 12              | 24           | Verzamelalbum / Goud                 |
| Incanto                                                     | 2008                  | 15-11-2008            | 42              | 10           |                                      |
| My Christmas                                                | 2009                  | 05-12-2009            | 11              | 12           |                                      |
| Concerto - One night in Central Park                        | 2011                  | 26-11-2011            | 49              | 10           | Livealbum                            |
| Passione                                                    | 2013                  | 09-02-2013            | 12              | 19           |                                      |
| Love in Portofino                                           | 2013                  | 02-11-2013            | 104             | 6            |                                      |
| Opera - The ultimate collection                             | 2014                  | 01-11-2014            | 123             | 4            | Verzamelalbum                        |
| Cinema                                                      | 2015                  | 31-10-2015            | 12              | 27           |                                      |
| Sì                                                          | 2018                  | 03-11-2018            | 3               | 20           |                                      |

### Singles
| Single met eventuele hitnotering(en) in de Nederlandse Top 40 | Datum van verschijnen | Datum van binnenkomst | Hoogste positie | Aantal weken | Opmerkingen                                      |
| ------------------------------------------------------------- | --------------------- | --------------------- | --------------- | ------------ | ------------------------------------------------ |
| Il mare calmo della sera                                      | 1994                  | 09-07-1994            | 29              | 3            | Nr. 31 in de Single Top 100                      |
| Vivere                                                        | 1994                  | 29-10-1994            | tip18           | -            | met Gerardina Trovato                            |
| Con te partirò / Vivere                                       | 1995                  | 06-04-1996            | 20              | 6            | Nr. 18 in de Single Top 100                      |
| Per amore                                                     | 1996                  | 06-07-1996            | 18              | 6            | Nr. 15 in de Single Top 100                      |
| Vivo per lei                                                  | 1996                  | 28-09-1996            | tip3            | -            | met Giorgia / Nr. 39 in de Single Top 100        |
| Time to say goodbye (Con te partirò)                          | 15-11-1996            | 25-01-1997            | 8               | 21           | met Sarah Brightman / Nr. 5 in de Single Top 100 |
| Canto della terra                                             | 1999                  | 20-03-1999            | tip21           | -            | Nr. 78 in de Single Top 100                      |
| Melodramma                                                    | 2001                  | -                     |                 |              | Nr. 52 in de Single Top 100                      |
| L'abitudine                                                   | 2002                  | -                     |                 |              | met Helena / Nr. 86 in de Single Top 100         |
| Because we believe                                            | 03-02-2006            | 11-02-2006            | 1(6wk)          | 14           | met Marco Borsato / Nr. 1 in de Single Top 100   |

| Single met hitnotering(en) in de Vlaamse Ultratop 50 | Datum van verschijnen | Datum van binnenkomst | Hoogste positie | Aantal weken | Opmerkingen                                                 |
| ---------------------------------------------------- | --------------------- | --------------------- | --------------- | ------------ | ----------------------------------------------------------- |
| Con te partirò / Vivere                              | 1995                  | 17-02-1996            | 1(10wk)         | 22           | Nr. 1 in de Radio 2 Top 30 / Best verkochte single van 1996 |
| Macchine da guerra                                   | 1995                  | 01-06-1996            | 36              | 2            |                                                             |
| Time to say goodbye (Con te partirò)                 | 1996                  | 25-01-1997            | tip6            | -            | met Sarah Brightman                                         |
| Un nuovo giorno                                      | 2004                  | 29-01-2005            | tip11           | -            |                                                             |
| Because we believe                                   | 2006                  | 11-02-2006            | 4               | 21           | met Marco Borsato / Nr. 4 in de Radio 2 Top 30              |
| Fall on me                                           | 2018                  | 17-11-2018            | tip             | -            | met Matteo Bocelli                                          |

### NPO Radio 2 Top 2000
| Nummers met noteringen in de NPO Radio 2 Top 2000 | '99 | '00 | '01 | '02  | '03  | '04  | '05  | '06  | '07  | '08  | '09 | '10  | '11 | '12  | '13  | '14  | '15 | '16 | '17  | '18 | '19 | '20 | '21 | '22 | '23 | '24 |
| ------------------------------------------------- | --- | --- | --- | ---- | ---- | ---- | ---- | ---- | ---- | ---- | --- | ---- | --- | ---- | ---- | ---- | --- | --- | ---- | --- | --- | --- | --- | --- | --- | --- |
| Con te partirò                                    | 109 | -   | 155 | 251  | 364  | 248  | 326  | 373  | 135  | 228  | 755 | 493  | 556 | 735  | 706  | 898  | 697 | 724 | 779  | 912 | 994 | 875 | 854 | 909 | 876 | 893 |
| Time to Say Goodbye (met Sarah Brightman)         | -   | -   | -   | -    | -    | -    | 1841 | 174  | 91   | 293  | 301 | 212  | 251 | 370  | 353  | 426  | 535 | 828 | 1081 | 516 | 620 | 510 | 530 | 553 | 594 | 668 |
| Vivere (met Gerardina Trovato)                    | -   | -   | -   | 1359 | 1400 | 1355 | 1589 | 1910 | 1406 | 1584 | -   | 1896 | -   | 1765 | 1976 | -    | -   | -   | -    | -   | -   | -   | -   | -   | -   | -   |
| Vivo per lei (met Giorgia Todrani)                | 370 | 189 | 369 | 435  | 485  | 546  | 559  | 629  | 433  | 501  | 905 | 827  | 721 | 610  | 776  | 1025 | 923 | 852 | 888  | 776 | 525 | 624 | 441 | 430 | 421 | 415 |

1. ↑  Een '-' betekent dat het nummer niet was genoteerd en een vetgedrukt getal geeft de hoogste notering van een nummer aan.

### Dvd's
| Dvd's met hitnoteringen in de Nederlandse Music Top 30 | Datum van verschijnen | Datum van binnenkomst | Hoogste positie | Aantal weken | Opmerkingen |
| ------------------------------------------------------ | --------------------- | --------------------- | --------------- | ------------ | ----------- |
| A night in Tuscany                                     | 2006                  | 18-02-2006            | 1(1wk)          | 25           |             |
| Under the desert sky                                   | 2006                  | 18-11-2006            | 6               | 28           |             |
| Vivere - Live in Tuscany                               | 2008                  | 09-02-2008            | 1(3wk)          | 34           |             |
| My Christmas                                           | 2009                  | 12-12-2009            | 8               | 3            |             |
| Concerto - One Night in Central Park                   | 2011                  | 19-11-2011            | 3               | 38           |             |
| Love in Portofino                                      | 2013                  | 02-11-2013            | 22              | 6            |             |
| Cinema                                                 | 2016                  | 30-04-2016            | 6               | 23           |             |

## Boek
Op 6 november 2000 kwam het boek Muziek van de stilte (La musica del silenzio) in Nederland uit.
Via de figuur "Amos" vertelt Andrea Bocelli over zijn eigen leven. Het leven van een getalenteerd persoon dat niet zonder moeilijkheden verloopt. Hij houdt van traditie, en is nauw verbonden met de natuur. Zijn opleiding komt ter sprake. Ook zijn ouderlijk huis, zijn ouders, vrienden, en leraren. In zijn verhaal komen ook moeilijke momenten voor, waar uiteindelijk succes uit voortvloeit.